# 四國大學
四国大学（日語：四国大学），是位于日本德岛县德島市的私立大學，創立於1925年。

## 沿革
- 1925年成立。

## 學部與學科
- 文學部 
  - 日本文學科
  - 書道文化學科
  - 英語文化學科
- 经营情報學部 
  - 经营學科
- 生活科學部 
  - 生活科學科
  - 養護保健學科
  - 儿童學科

## 外部連結
- 官方网站